# فیمس برندس
فیمس برندس (انگلیسی: Famous Brands) شرکت رستوران‌های زنجیره‌ای در آفریقای جنوبی است، که در سال ۱۹۶۰ توسط جورج هالاماندرس تأسیس شد و هم‌اکنون مالک شبکه‌ای از ۲٬۸۵۳ شعبه در کشورهای مختلف جهان می‌باشد.